# Clematis uruboensis
Clematis uruboensis là một loài thực vật có hoa trong họ Mao lương. Loài này được Lourteig mô tả khoa học đầu tiên năm 1956.